# Шимановск
Шимановск (рус. Шимановск) град је у Русији у Амурској области.

## Становништво
| 1939.  | 1959.  | 1970.  | 1979.  | 1989.  | 2002.  | 2010.  |
| ------ | ------ | ------ | ------ | ------ | ------ | ------ |
| 13.510 | 17.891 | 16.880 | 25.586 | 26.274 | 22.267 | 19.815 |